# Kleinia anteuphorbium
Kleinia anteuphorbium is een soort uit de composietenfamilie (Asteraceae of Compositae). De plant komt voor van Noord-Afrika tot op het Arabisch schiereiland.

## Synoniemen
- Cacalia anteuphorbium L.
- Cacalia ovalifolia Salisb.
- Kleinia anteuphorbia St.-Lag.
- Kleinia pteroneura DC.
- Senecio anteuphorbium Sch.Bip.
- Senecio pteroneurus Sch.Bip.